# Alfons II. (Portugal)

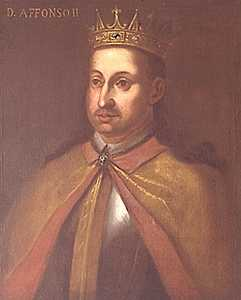
König Alfons II. von Portugal

Das Wappen der portugiesischen Könige von Sancho I. bis Sancho II.

Alfons II. genannt der Dicke oder der Gesetzgeberkönig (Dom Afonso II, o Gordo oder O Crasso, O Gafo oder O Rei Legislador, * 23. April 1185 in Coimbra; † 25. März 1223 ebenda) war der dritte König von Portugal aus dem Hause Burgund. Er regierte von 1211 bis 1223. Den Beinamen verdankt er der Tatsache, dass er das erste zusammenhängende portugiesische Gesetzeswerk schuf.

## Leben
Alfons II. wurde als Sohn des Königs Sancho I. und der Dulce von Barcelona geboren. Nach dem Tode seines Vaters bestieg er 1211 den portugiesischen Thron. Im gleichen Jahr berief er die erste Adelsversammlung (Cortes) nach Coimbra ein. In seinen Gesetzen fortschrittlich, versuchte er die Königsmacht zu Lasten des Adels und der Kirche zu stärken, was ihn im Volk sehr beliebt machte, ihm aber auch die Gegnerschaft der Kirche eintrug. So wurde er wiederholt gebannt und verwies seinerseits den Erzbischof von Braga des Landes. Mit Hilfe von ins Land geholten Kreuzfahrern nahm er die Reconquista wieder auf und eroberte Setúbal und Alcácer do Sal.

## Familie
Alfons II. war mit Urraca von Kastilien verheiratet, einer Tochter König Alfons VIII. von Kastilien und der Eleonore Plantagenet. Mit ihr hatte er folgende Kinder:
- Sancho II., König von Portugal (* 8. September 1207; † 4. Januar 1248).
- Alfons III., König von Portugal (* 5. Mai 1217; † 16. Februar 1279).
- Leonor (* 1211 - † 13. Mai 1231), ⚭ 1229 Waldemar von Schleswig (Haus Estridsson)
- Fernando (* 1217; † 1246), Herr von Serpa; ⚭ Sancha Fernández de Lara, Tochter von Don Fernando Núñez de Lara (Haus Lara)
- Vicente (* 1219)

Uneheliche Kinder:
Aus seiner Beziehung mit einer unbekannten Dame:
- João Afonso († 1234)
- Pedro Afonso